# Nagroda im. Benedykta Polaka
Nagroda im. Benedykta Polaka – polska nagroda naukowa przyznawana corocznie od 2015 dla Polaków i cudzoziemców, za wybitne osiągnięcia eksploracyjne i badawcze na ziemi, w morzu, w powietrzu i w kosmosie.
Kapitułę Nagrody tworzą Oddział Polski The Explorers Club, gmina miejska Łęczyca, powiat łęczycki, Towarzystwo Naukowe Warszawskie.

## Laureaci
- 2015: prof. dr hab. Maria Krzysztof Byrski, dr hab. Nikolai Grube[2]
- 2016: prof. Charles Robert O'Dell i prof. ks. Robert Nawrot[3]
- 2017: prof. Jerzy Gąssowski i prof. Owen Gingerich[4]
- 2018: prof. Mitsuyoshi Numano, prof. Jerzy Dzik[5]
- 2019: prof. Robert I. Frost, prof. Jacek Oleksyn[6]
- 2020: prof. ks. Wojciech Bęben, prof. Eriks Jekabsons, prof. Gaetano Platania[7]
- 2021: dr Hacer Topaktaş Üstüner, prof. David Frick, dr inż. Wojciech Kołłątaj[1]
- 2022: dr hab. Joanna Bocheńska, prof. Janusz T. Pawęska, prof. Jan Charles Żarnecki[8]
- 2023: Marta Kolanowska, Rimvydas Petrauskas, Odpurev Gankhuyag[9]